# Dụ Hồng Thu
Dụ Hồng Thu (tiếng Trung giản thể: 喻红秋, bính âm Hán ngữ: Yù Hóngqiū, sinh ngày 27 tháng 10 năm 1960, người Hán) là nữ chính trị gia nước Cộng hòa Nhân dân Trung Hoa. Bà hiện là Phó Bí thư Ủy ban Kiểm tra Kỷ luật Trung ương Đảng Cộng sản Trung Quốc, Phó Chủ nhiệm Ủy ban Giám sát Nhà nước Trung Quốc. Bà từng là Phó Bí thư Đảng tổ, Chủ nhiệm Hợp tác xã Cung ứng và Tiếp thị Trung Quốc; Phó Bí thư Tỉnh ủy, Bí thư Ủy ban Chính Pháp Tỉnh ủy Hà Nam, kiêm Hiệu trưởng Trường Đảng Hà Nam; Bí thư Ban Bí thư, Phó Chủ tịch Hội Liên hiệp Phụ nữ Trung Quốc; Thường vụ Tỉnh ủy, Bộ trưởng Bộ Tuyên truyền Tỉnh ủy Quý Châu.
Dụ Hồng Thu là đảng viên Đảng Cộng sản Trung Quốc, học vị Thạc sĩ Kinh tế học, chức danh Kinh tế sư. Bà có sự nghiệp từng công tác ở nhiều khối cơ quan của Đảng Cộng sản, Nhà nước và tổ chức xã hội Trung Quốc.

## Xuất thân và giáo dục
Dụ Hồng Thu sinh ngày 27 tháng 10 năm 1960 tại huyện Lai Châu, nay là thành phố cấp huyện Lai Châu, địa cấp thị Yên Đài, tỉnh Sơn Đông, Cộng hòa Nhân dân Trung Hoa. Bà lớn lên và tốt nghiệp cao trung ở Lai Châu, sau đó thi vào Đại học Cát Lâm, tới thủ phủ Trường Xuân vào tháng 9 năm 1978 để nhập học Khoa Kinh tế, tốt nghiệp Cử nhân chuyên ngành Kinh tế chính trị học vào tháng 7 năm 1982. Tháng 8 năm 1996, bà trở lại trường Cát Lâm để theo học tại chức cấp cao về kinh tế chính trị ở Học viện Kinh tế, nhận bằng Thạc sĩ Kinh tế học vào tháng 12 năm 1997. Dụ Hồng Thu được kết nạp Đảng Cộng sản Trung Quốc vào tháng 11 năm 1984, từng tham gia khóa học tập tiến tu cán bộ cấp tỉnh, bộ từ tháng 11 năm 2009 đến tháng 1 năm 2010 tại Trường Đảng Trung ương Đảng Cộng sản Trung Quốc, tham gia nghiên cứu quốc phòng khóa 45 giai đoạn tháng 10–12 năm 2014 tại Đại học Quốc phòng Trung Quốc.

## Sự nghiệp
Tháng 8 năm 1982, sau khi tốt nghiệp trường Cát Lâm, Dụ Hồng Thu được tuyển vào Tổng Công hội Toàn quốc Trung Hoa, ban đầu làm việc ở khối Đoàn Thanh niên Cộng sản Trung Quốc trong cơ quan, sau đó là Bí thư Chi đoàn của Khối cơ quan ở Tổng Công hội, cấp phó chính xứ cho đến 1990. Tháng 7 năm 1990, bà được điều sang một đoàn thể xã hội khác là Ủy ban Toàn quốc Hội Kỹ thuật hóa học dầu mỏ Trung Quốc, làm Phó Chủ nhiệm Văn phòng cơ quan này, làm việc trong 2 năm thì trở lại Tổng Công hội làm cán bộ cấp phó xứ ở Bộ Phát triển sự nghiệp, được trao chức danh Kinh tế sư từ cuối năm 1995. Tháng 7 năm 1996, bà là Trưởng phòng Kinh tế và Thương mại của Bộ Phát triển sự nghiệp trong Tổng Công hội, chuyển chức Trưởng phòng Quản lý sự nghiệp từ tháng 3 năm 1999. Đầu năm 2000, bà được thăng chức là là Phó Bộ trưởng Bộ Phát triển sự nghiệp rồi Bộ trưởng cơ quan này từ tháng 4 năm 2004, tiếp tục chuyển chức làm Bộ trưởng Bộ Quản lý và Giám sát tài sản của Tổng Công hội sau đó 2 năm. Đến tháng 10 năm 2008, tại đại hội thứ XV của Tổng Công hội, bà được bầu làm Thành viên Đảng tổ, Bí thư Ban Bí thư, và vẫn kiêm nhiệm chức vụ quản lý tài sản trước đó.
Tháng 10 năm 2010, Dụ Hồng Thu được điều về tỉnh Quý Châu, bổ nhiệm làm Phó Bí thư Thành ủy thành phố Quý Dương – thủ phủ Quý Châu, cấp chính sảnh. Sang đầu năm 2011, bà được điều sang địa cấp thị Tuân Nghĩa làm Bí thư Thị ủy. Cũng 1 năm sau, bà được bầu vào Ban Thường vụ Tỉnh ủy, cấp phó tỉnh, phân công làm Bộ trưởng Bộ Tuyên truyền Tỉnh ủy Quý Châu, đồng thời là Chủ tịch Hội Liên hiệp Khoa học xã hội Quý Châu. Cuối năm 2013, bà được điều về trung ương, tại đại hội thứ XI của Hội Liên hiệp Phụ nữ Toàn quốc Trung Hoa thì được bầu làm Thành viên Đảng tổ, Bí thư Ban Bí thư, Phó Chủ tịch. Tháng 3 năm 2015, bà được điều chuyển sang khối cơ quan Đảng Cộng sản, nhậm chức Tổ trưởng Tổ Kiểm tra Kỷ luật của Ủy ban Kiểm tra Kỷ luật Trung ương Đảng tại Bộ Tổ chức Trung ương Đảng. Giai đoạn ở cương vị kiểm tra kỷ luật này, bà cũng từng giữ vị trí khác cùng lúc như Tổ trưởng Tổ Thanh tra Trung ương thứ 10, Tổ trưởng Tổ Giám sát, Kiểm tra và Kỷ luật kết hợp giữa Ủy ban Kiểm Kỷ và Ủy ban Giám sát Nhà nước Trung Quốc khi cơ quan vừa được thành lập năm 2018. Tháng 7 năm 2018, bà được điều về tỉnh Hà Nam làm Phó Bí thư chuyên chức Tỉnh ủy, Bí thư Ủy ban Chính Pháp Tỉnh ủy Hà Nam, kiêm Hiệu trưởng Trường Đảng Hà Nam hơn 1 năm. Ngày 29 tháng 11 năm 2019, Dụ Hồng Thu được bổ nhiệm làm Phó Bí thư Đảng tổ, Chủ tịch Hợp tác xã Cung ứng và Tiếp thị Toàn quốc Trung Hoa, cấp bộ trưởng, và cũng là Thành viên Tiểu tổ lãnh đạo công tác nông thôn Trung ương từ tháng 4 năm 2020. Ở vị trí này hơn 1 năm, ngày 24 tháng 1 năm 2021, tại kỳ họp thứ 5 của Ủy ban Kiểm Kỷ khóa XIX, bà được bầu làm Ủy viên Thường vụ, Phó Bí thư Ủy ban Kiểm Kỷ, đồng thời được bổ nhiệm kiêm nhiệm làm Phó Chủ nhiệm Ủy ban Giám sát Nhà nước Trung Quốc từ ngày 28 tháng 2 cùng năm, hàm Phó Tổng Giám sát quan cấp 1 (一级副总监察官). Cuối năm 2022, bà tham gia Đại hội thứ XX từ đoàn đại biểu cơ quan Trung ương Đảng và Nhà nước.